# Joan Maria Esteban Marquillas
Joan Maria Esteban Marquillas   (Barcelona, 1945) és un economista, professor universitari i investigador barceloní, reconegut pels seus treballs sobre els conflictes socials.

## Biografia
Format en Ciències Econòmiques en la Universitat de Barcelona (1967), es va doctorar en Economia en la Universitat Autònoma de Barcelona (UAB) (1973) i a Oxford (1988). Va començar treballant en el servei d'estudis del desaparegut Banco Urquijo per incorporar-se com a professor ajudant a la Universitat de Barcelona (1967-1969), després en l'Autònoma —professor ajudant (1970-1977); professor associat (1977-1983) i professor universitari (1983-1992)— i professor associat en la Universitat Pompeu Fabra (2000-2005). Des de 1992 és investigador en l'Institut d'Anàlisi Econòmica del Centre de Recerques Sociològiques (CSIC) amb seu a la UAB.
Membre del departament de Teoria Econòmica i Econometria de la Universitat Autònoma de Barcelona, va formar part del grup anomenat els minnesotos —molts d'ells alumnes de Luis Ángel Rojo Duque postgraduats als Estats Units, varis en Minnesota (d'aquí el nom) o en universitats anglosaxones: Salvador Barberà Sandez, Xavier Calsamiglia i Blancafort, Isabel Fradera Garriga, Alfred Pastor Bodmer i Joaquim Silvestre; en Catalunya el grup també era integrat per Lluís Barbé, Pasqual Maragall, Joan Martínez Alier, Narcís Serra i Josep Maria Vegara. A tots ells els unia la seva formació de postgrau en universitats de prestigi europees i/o nord-americans, els seus coneixements dels estudis més recents en l'àmbit econòmic de les escoles internacionals, estar convençuts de la necessitat de reestructurar les universitats espanyoles per obrir-se a la formació exterior i acollir, al temps, a professorat de prestigi d'altres universitats, tenir una mirada més àmplia de les matèries econòmiques i el foment de l'abstracció, amb especial atenció als estudis matemàtics.
Joan Esteban ha centrat els seus treballs i publicacions en la conflictivitat i la polarització social vista tant a l'origen com en els seus efectes econòmics, les desigualtats interregionals i socials a Europa, la viabilitat social dels diners, les diferències grupales de renda i, al costat de l'hindú Debraj Ray, professor de la Universitat de Nova York, ha dissenyat un model teòric nou que tracta de demostrar «que les guerres responen a un càlcul», tenen «pautes predictibles» i que «si no hi ha expectativa de beneficis, no hi ha conflicte».
Ha estat vicedegà de la IESE Business School al campus de Barcelona (1980-1982), així com director de l'Institut d'Anàlisi Econòmica-CSIC (1989-1991 /2001-2006), membre del grup d'experts en economia i ciències socials de la Comissió Europea (1992-1993), representant espanyol en l'Alt Consell (1989-1996) i membre del Consell de Recerca (1990-1996) de l'European University Institute.
President de l'Associació Espanyola d'Economia, de la Society for the Study of Economic Inequality (ECINEQ) i membro del Consell de la International Economic Association, al llarg de la seva trajectòria ha estat reconegut i guardonat amb el Premi d'Economia de Catalunya (1996) atorgat per la Societat Catalana d'Economia (Institut d'Estudis Catalans)) i el Premi Rei Jaume I d'Economia de la Generalitat Valenciana (2007).

## Publicacions
- Esteban, J.. Instituto de Estudios Fiscales. Desigualdad y polarización en la distribución interregional de la renta, 1995. OCLC 630428333.
- Universitat Pompeu Fabra. Olson vs. Coase coalitional worth in conflict (en anglès).  Barcelona: Universitat Pompeu Fabra, 2002. OCLC 807899208.
- —. Instituto de Análisis Económico, CSIC. Crecimiento y convergencia regional en España y Europa, 1994. ISBN 846008972X.
- «Polarization: concepts, measurement, estimation» (en anglès). Econometrica, 72, 6, 2004, p. 1737–1772.
- Instituto de Estudios Económicos de Galicia. Inequality, public allocation and development: conflictual and allocative losses (en anglès).  La Coruña: Instituto de Estudios Económicos de Galicia, 2001.
- — «Polarització econòmica a la conca mediterrània». Els Opuscles del CREI. Universidad Pompeu Fabra feha=2002. B-34684-2002.
- «Extensions of a measure of polarization, with an application to the income distribution of five OECD countries» (en anglès). The Journal of Economic Inequality, 5, 1, 2007, p. 1-19.
- —; Sákovics, J. Instituto Juan March. Why do lions get the lion's share?: a hobbesian theoty of agreements (en anglès), 2002. OCLC 493649627.